# Abbey Mills Pumping Station
Die Abbey Mills Pumping Station (deutsch: Pumpstation Klostermühle) ist ein Pumpwerk im Kanalisationsnetz der britischen Hauptstadt London. Dort muss ein Teilstrom des Abwassers aus den niedrig gelegenen Stadtteilen nördlich der Themse gehoben werden, um durch den Nördlichen Ableitungskanal weiter abfließen zu können. Verantwortliche Betreiberin ist Thames Water, ein privates Wasserversorgungsunternehmen für den Großraum London.
Der Anlagenkomplex liegt nordöstlich der Innenstadt im Stadtteil West Ham in der Nähe des neuen Olympiastadions. Auf dem als Mill Meads (deutsch: Mühlenwiesen) bezeichneten Gelände hatte früher die Abtei Stratford Langthorne Abbey eine Wassermühle betrieben. Neben dem historischen Abwasserpumpwerk A aus dem 19. Jahrhundert steht seit 1997 das moderne Pumpwerk F, das seitdem überwiegend die Abwasserförderung vornimmt.  Auf dem Gelände wird in Zukunft der im Bau befindliche Thames Tideway Tunnel in den Lee Tunnel übergehen, die zusammen einen weiteren großen Ableitungskanal der Stadt London bilden.

## Historischer Teil

### Ausgangssituation
Im 19. Jahrhundert war London von mehreren Cholera-Ausbrüchen betroffen, die durch verunreinigtes Trinkwasser verursacht wurden. Die Stadt hatte kein effektives Abwassersystem, sodass menschliche Abfälle direkt in die Themse geleitet wurden. Dies führte zu mehreren Cholera-Epidemien und zur Great Stink im Sommer 1858, als die extreme Hitze den Gestank der verschmutzten Themse so unerträglich machte, dass das Parlament gezwungen war, seine Sitzungen zu unterbrechen.
Um diesen Problemen Herr zu werden, entwarf der Tiefbauingenieur Joseph Bazalgette, Chefingenieur des Londoner Metropolitan Board of Works ein Netz von Hauptkanälen, die das Abwasser aus der Stadt ableiteten. Die  von ihm erbauten Pumpstationen Abbey Mills und Crossness waren entscheidend, um das Abwasser aus den niedrig gelegenen Stadtteilen zu heben und es weiterzuleiten.

### Low Lewel Sewer
Das in der zweiten Hälfte des 19. Jahrhunderts von Joseph Bazalgette angelegte Abwassernetz der Stadt hatte als Rückgrat große Fangsammler, die das Abwasser aus den Hauptkanälen und den Entwässerungskanälen in den Straßen aufnehmen. Der zuerst gebaute Low Level Sewer I hat seinen Ursprung im südwestlichen Stadtteil Chiswick. Er verläuft direkt am Nordufer der Themse und innerhalb des acht Kilometer langen Thames Embankments, das im Zusammenhang mit dem Bau des Londoner Abwassernetzes entstanden ist. Wegen der niedrigen Lage des Sammlers im Westen der Innenstadt musste in Pimlico die Western Pumping Station errichtet werden. Im Rahmen der ab 1891 erfolgten Erweiterung des Abwassersystems wurde nördlich des ersten Sammlers ab 1891 der Low Level Sewer II verlegt. Beide Fangsammler treffen vor der historischen Pumpstation A zusammen und durchlaufen das davor liegende Rechenhaus, wo das Abwasser von Störstoffen befreit wird, die die Pumpen beschädigen könnten. Danach gelangt der Abwasserstrom in den Pumpensumpf im Untergeschoss des Maschinenhauses A.

### Pumpwerk A
Die 1865 bis 1868 aus gelben Backsteinen im italienisch-gotischen Stil erbaute Station A war das größte der vier im 19. Jahrhundert gebauten Pumpwerke im Netz und war wie das Abwassernetz von Joseph Bazalgette entworfen worden. Das zentrale, zweistöckige Maschinenhaus mit schiefergedecktem Mansardendach wirkt durch die maurischen Kuppeln, die achteckige Kuppellaterne und die roten Bögen über den Fenstern architektonisch besonders ansprechend, weswegen der Bau den Spitznamen Cathedral of Sewage (dt.: Kathedrale des Abwassers) trägt. Die Anlage ist heute eine besondere Sehenswürdigkeit und steht seit 1974 unter Denkmalschutz.
Das Maschinenhaus besitzt einen griechischen Kreuzgrundriss, bei dem anfangs im jeweiligen Untergeschoss der vier Arme zwei Balancier-Pumpen aufgestellt waren. Jede Pumpe besaß zum Antrieb eine Dampfmaschine von rund 140 PS, die jeweils mit einem 40 Tonnen schweren Schwungrad gekoppelt war. Mit der Gesamtleistung von fast 1.200 PS konnten die acht Pumpen bis zu 10 m³ Abwasser pro Sekunde um bis zu 12 Meter heben. Die gusseiserne Sammelleitung im Abgang hat einen Durchmesser von 3,20 Meter und führt zum Verbindungsbauwerk mit dem Nördlichen Ableitungskanal. An der Stelle besteht die Möglichkeit, den Abwasserstrom zum Abschlag in den Abbey Creek umzuleiten.
Die Dampfmaschinen wurden von 16 Dampfkesseln versorgt, die in zwei angebauten Kesselhäusern aufgestellt waren. Zur Versorgung der Heizkessel mit Kohle existierte eine Kleinbahn zur Anlandungsstelle am östlich gelegenen Abbey Creek. Jedes Kesselhaus hatte einen gemeinsamen Hauptzug für die acht Heizkessel, der zu einem der beiden 65 Meter hohen Schornsteine führte, die das Maschinenhaus flankierten. Sie waren entsprechend dem Hauptgebäude im byzantinischen und maurischen Stil wie ein Minarett erbaut und trugen im Kopf ein dekoratives gusseisernes Dach, das mit Öffnungen für den Austritt des Rauchs durchbohrt war. Daher rührte auch der zweite Spitzname der Anlage: Moschee in den Sümpfen.
Von der gesamten Dampfmaschinentechnik ist heute nichts mehr vorhanden. Die Dampfmaschinen und Pumpen waren 1933 ausgebaut und durch Elektromotoren mit Zentrifugalpumpen ersetzt worden. Die acht Pumpen waren dadurch in der Lage insgesamt 17 m³ pro Sekunde (224.000 Gallonen pro Minute) zu heben. Die beiden funktionslosen Schlote waren im 2. Weltkrieg (1941) zum Schutz der wichtigen Pumpstation abgerissen worden, da sie sonst eine Anflughilfe für die Bomber gewesen wären. Die Schornsteinstümpfe sind heute noch neben Station A vorhanden und stehen ebenfalls unter Denkmalschutz. An der Stelle des im Krieg zerstörten östlichen Kesselhauses befindet sich heute ein Parkplatz.
Das Innere des Gebäudes wirkt wie eine orthodoxe Kirche mit der Verwendung kostspieliger Materialien. Das Zentrum der Vierung wird von verzierten gusseisernen Säulen getragen und glänzende Messinghandläufe und kunstvolle Schmiedearbeiten zieren die Treppen und Emporen. Die Wände besitzen gemeißeltes Mauerwerk und bunte Wandfliesen. An den Enden der vier Arme steht eine massive Veranda mit einer vielfarbigen Verzierung.

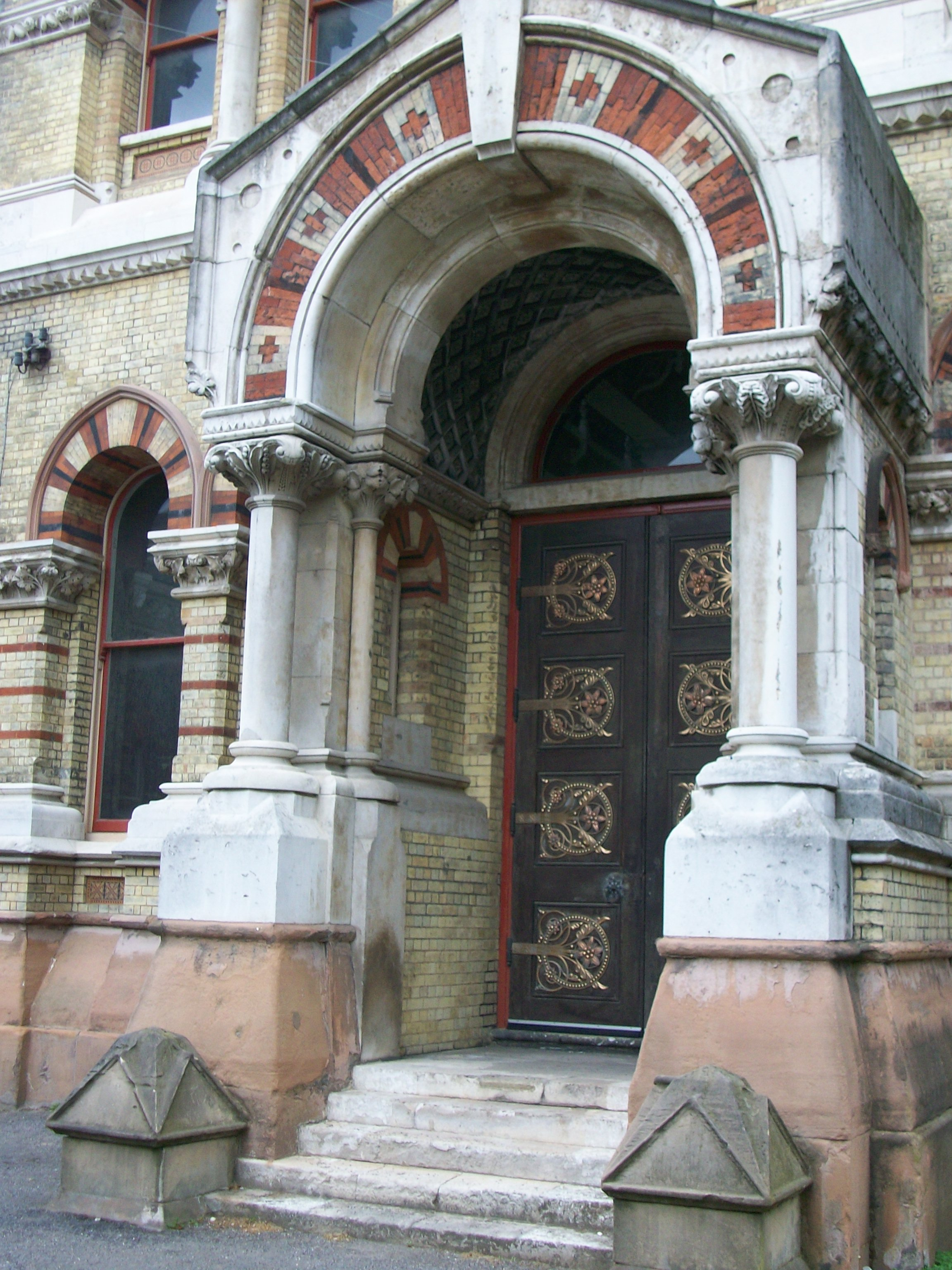
Eingang Station A
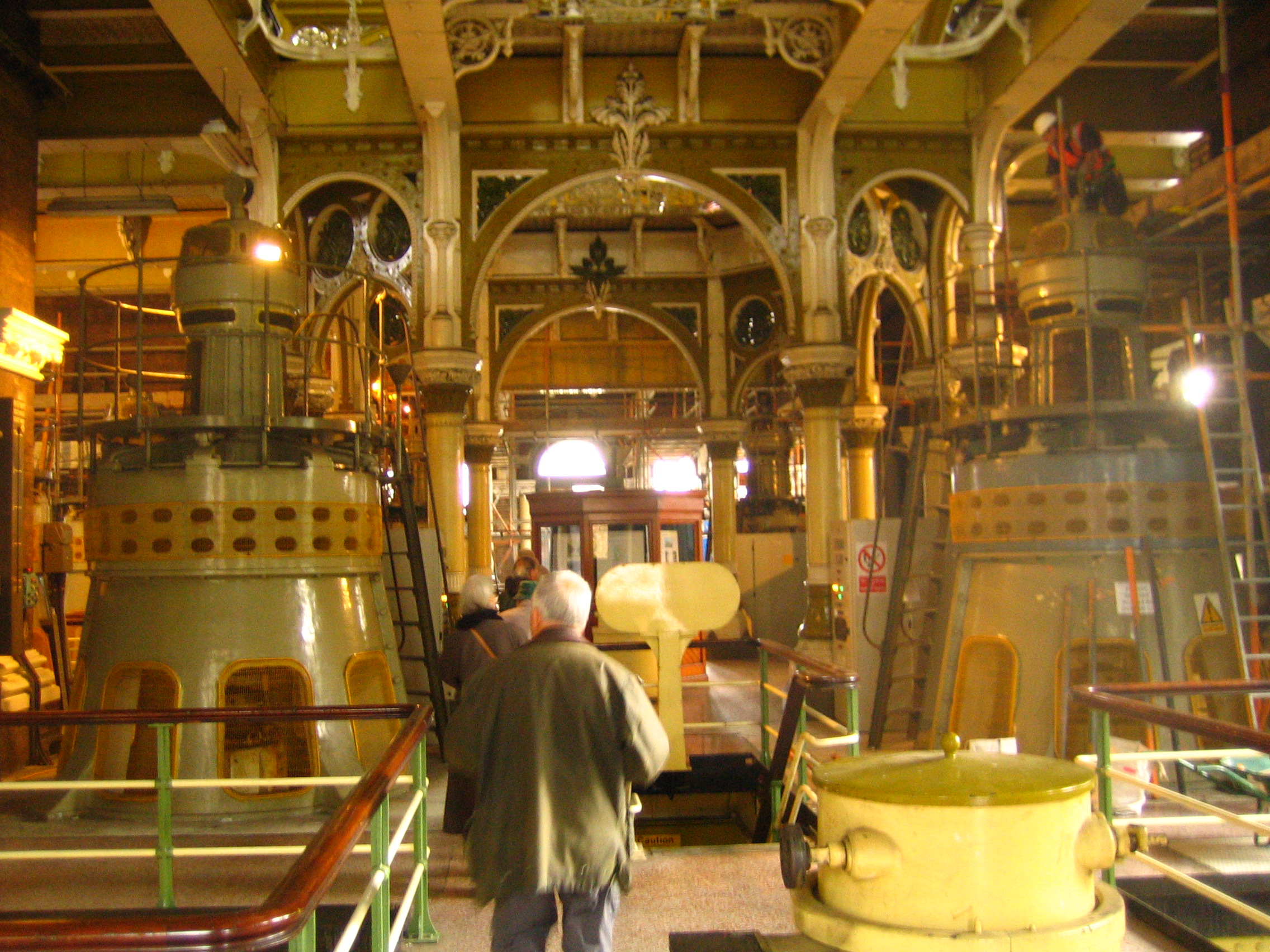
Im Innern von Station A
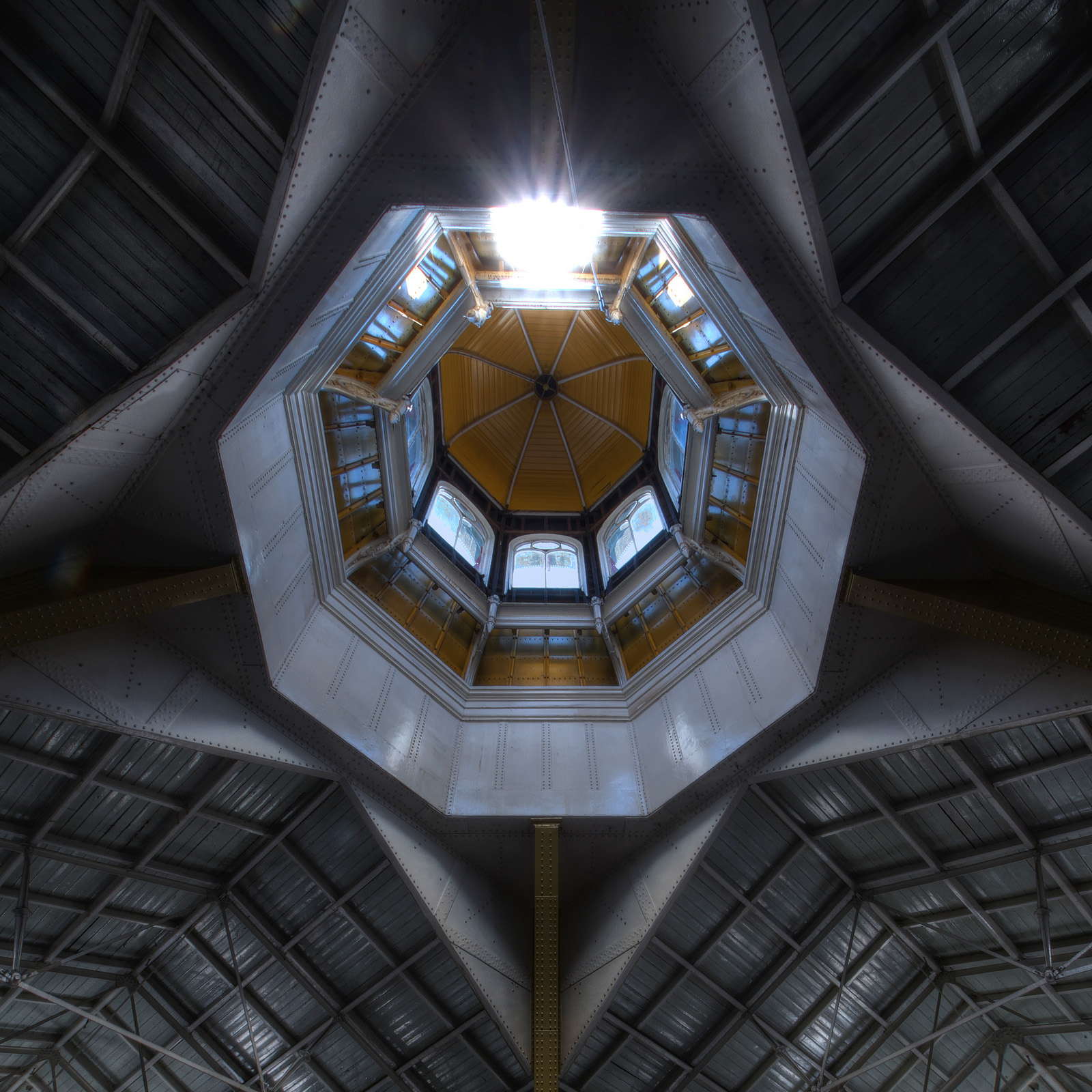
Kuppellaterne Station A
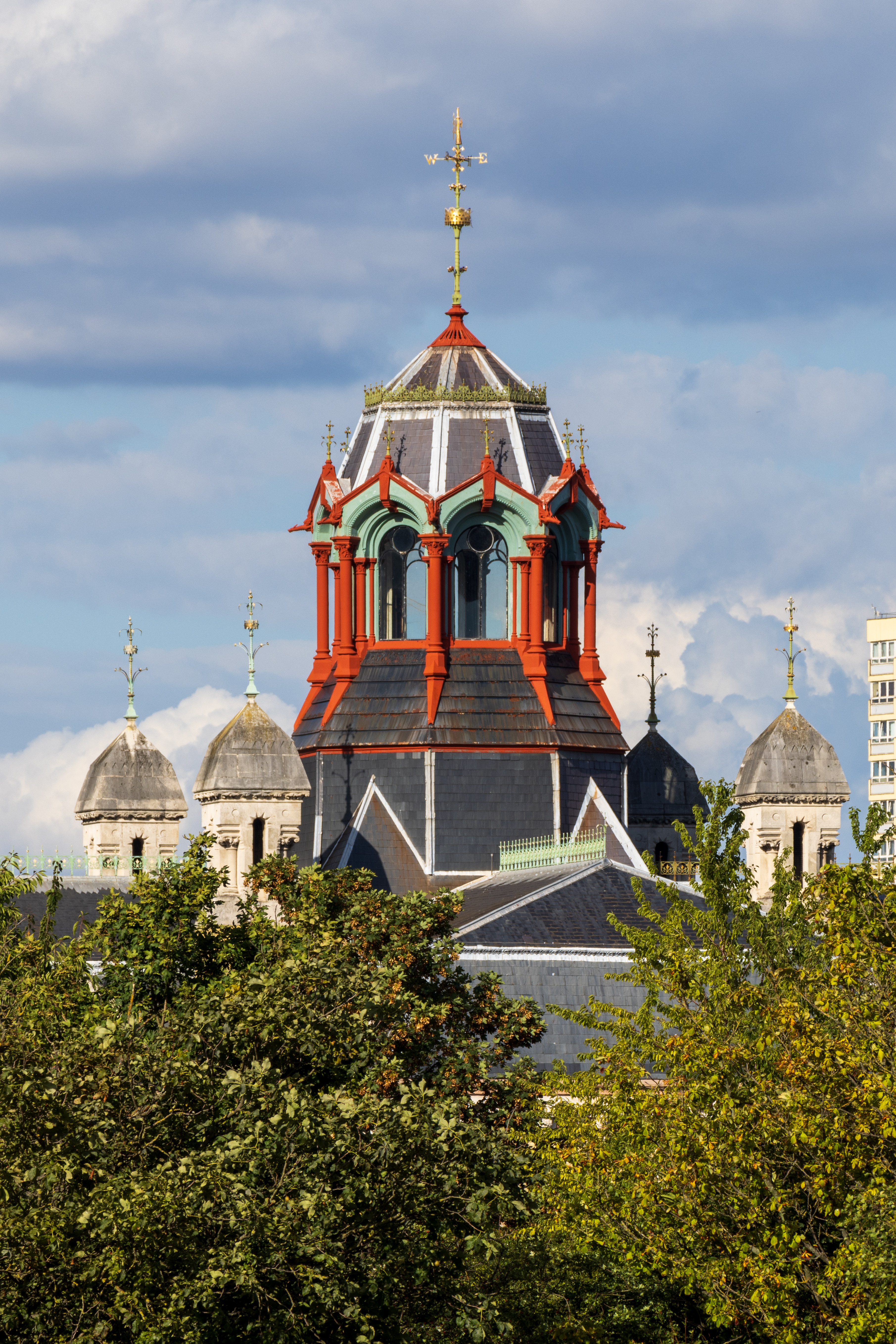
Kuppellaterne Station A

### Nördlicher Ableitungskanal

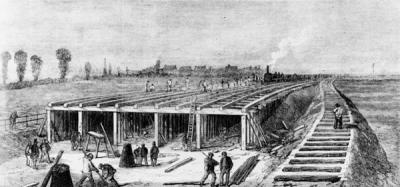
Bau des Nördlichen Ableitungskanal

Direkt nordöstlich hinter dem Pumpwerk verläuft der Northern Outfall Sewer, der das gesamte Abwasser aus dem Norden von London aufnimmt. Er führt bei Abbey Mills bereits das Abwasser weiterer Fangsammler aus dem Norden wie dem Northern High Level Sewer und dem Northern Middle Level Sewer. In den 1890er Jahren war der Middle Sewer um einen zweiten Kanal ergänzt worden. Der große Ableitungskanal verläuft über rund sieben Kilometer von der Wick Lane im Stadtteil Bow im Freigefälle nach Osten zur Einleitung in die Themse am Barking Creek. Sein Bau in Dammlage erforderte die Anlage riesiger Böschungen sowie mehrerer Brücken. Die Zunahme der Wassermengen durch die Netzerweiterungen machte eine Vergrößerung der Ableitungskapazität notwendig. Zwei weitere Leitungen wurden zwischen 1900 und 1902 zu den drei bestehenden Leitungen hinzugefügt. Auf dem breiten Ableitungskanal verläuft heute ein öffentlicher Fuß- und Radweg mit Namen The Greenway.
Wegen des starken Tidenhubs im Ästuar der Themse konnte die Einleitung der Abwässer nur bei Ebbe geschehen, weshalb an der Stelle ein Zwischenspeicher angelegt worden war. Die großen hygienischen Probleme durch die gewaltigen Verschmutzungen der direkten Einleitung von Abwasser führten zum Bau der Beckton Sewage Treatment Works. Die Anlage ist eine der beiden Londoner Großkläranlagen links und rechts der Themse und derzeit die größte Kläranlage in Europa.

### Weitere Pumpwerke und Gebäude
Südöstlich neben Station A hatte man 1891–1896 die Station B in einem ähnlichen Stil erbaut. Sie war der Endpunkt des Sammlers von der Isle of Dogs. Dort auf der von der Themse umflossenen Halbinsel mit den Dockhäfen kam es bei Starkregen regelmäßig zu heftigen Überschwemmungen, die mit Station B abgestellt werden konnten. Daneben war die Station zur Unterstützung von Station A vorgesehen, um bei starkem Wasseranfall zusätzlich die Pumpkapazität in Abbey Mills zu erhöhen. Die anfängliche Pump- und Antriebstechnik wurde 1934 ersetzt durch vier neue Kreiselpumpen, von denen zwei durch Elektromotoren und zwei von Dieselmotoren angetrieben wurden. Das Gebäude des sogenannten Dieselmaschinenhauses steht heute ebenfalls unter Denkmalschutz und ist seit den 1990er Jahren leerstehend ohne Funktion.
Durch die Erweiterungen der gesamten Netzkapazität im Norden von London stieg der Abwasseranfall so stark an, dass der Bau eines weiteren Pumpwerks erforderlich wurde, um die Gesamtleistung des Pumpwerks zu erhöhen. Die 1910–1914 errichtete Station C liegt zwischen Station B und dem Abbey Creek auf der Ostseite des Geländes und wurde mit den bestehenden drei Zuläufen verbunden. Wegen der anfangs installierten Gasmotoren hatte sie den Namen Gasmaschinenhaus erhalten. Später wurden die Gasmotoren durch Dieselmotoren ersetzt. Besonders bei Starkregen konnte dadurch das Pumpvermögen der Gesamtanlage erhöht werden. Das neben der Station C liegende Schieberhaus gestattete bei Starkregen den Abfluss über das Abschlagsbauwerk in den Abbey Creek. Das ebenfalls unter Denkmalschutz stehende Gebäude hat seine technischen Einrichtungen verloren und wurde zeitweise als Filmkulisse genutzt. Als einzige Reste sind noch die Maschinenfundamente vorzufinden.
Der Nördliche Ableitungskanal teilt das Gelände in zwei Teile. Nördlich davon stehen an der Abbey Lane noch die ehemaligen acht Arbeiterhäuser, die aus der Bauzeit der ersten Anlage stammen. Daneben befanden sich lange Zeit im Halbrund drei Wasserbecken zur Versorgung der Dampfkessel. Auf dem Hauptgelände sind noch weitere denkmalgeschützte Gebäude vorhanden wie das Torhaus und das ehemalige Haus des Betriebsleiters (Superintendent).

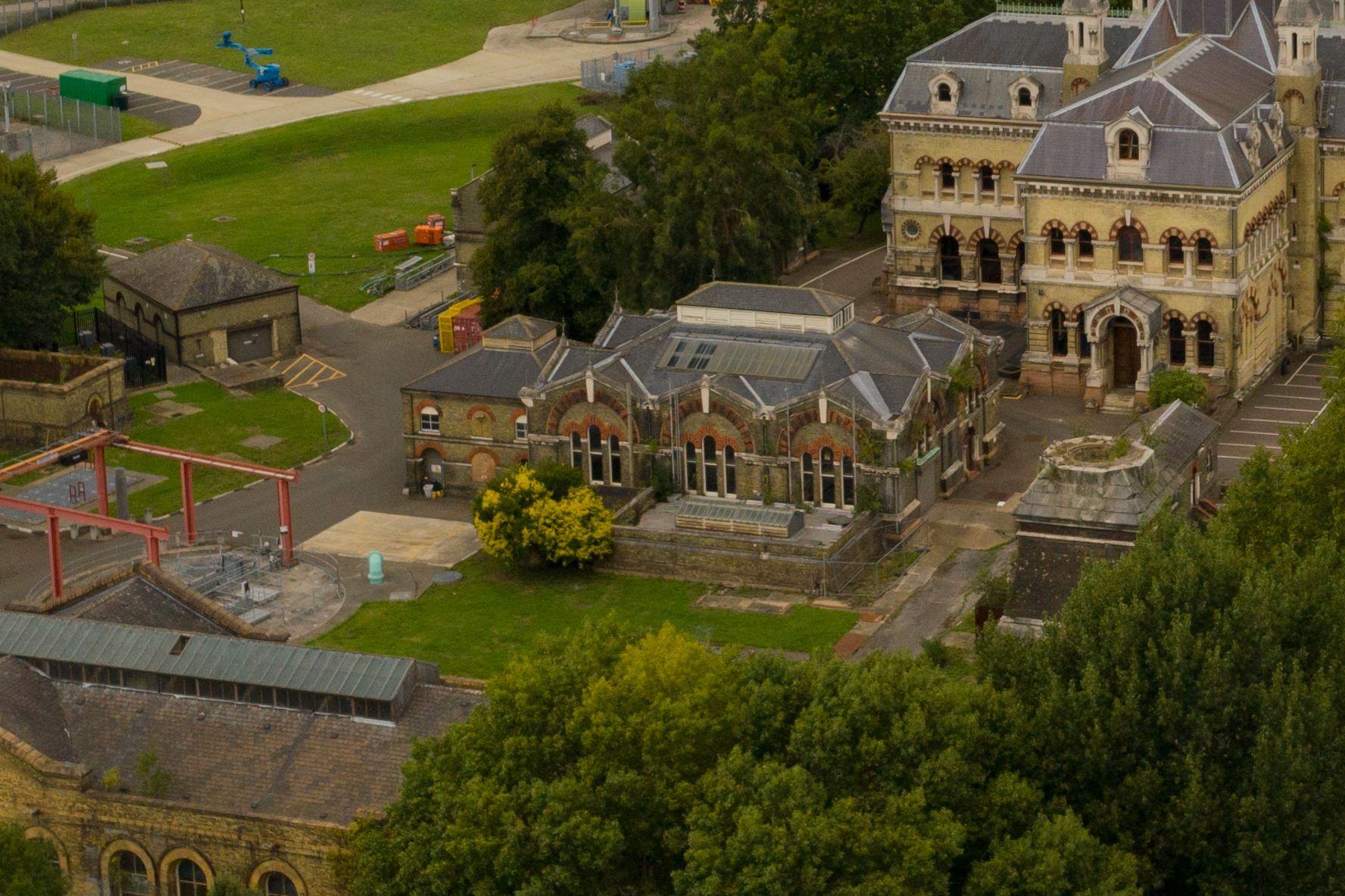
Station B mit Schornsteinrest
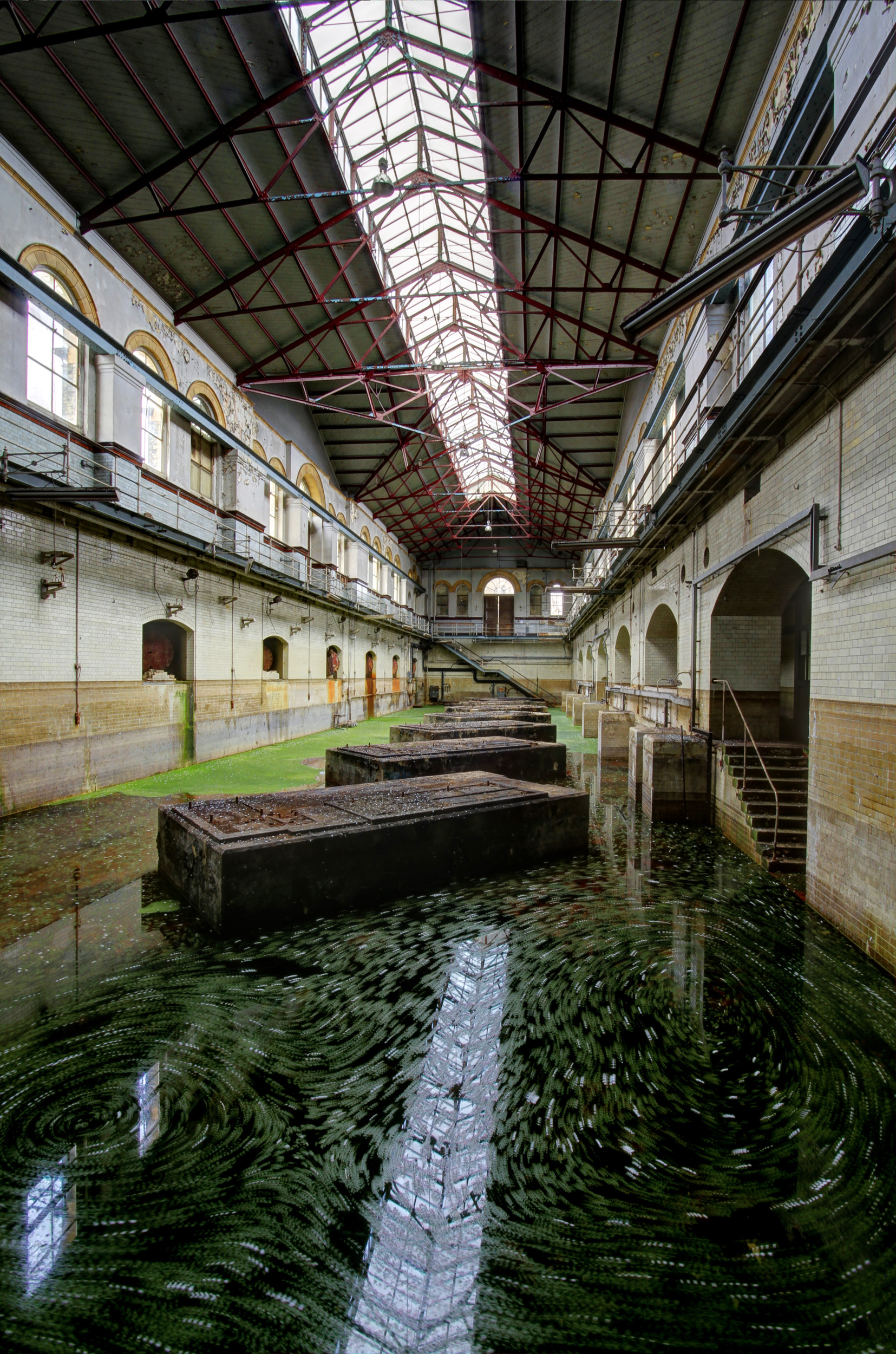
Im Innern von Station C
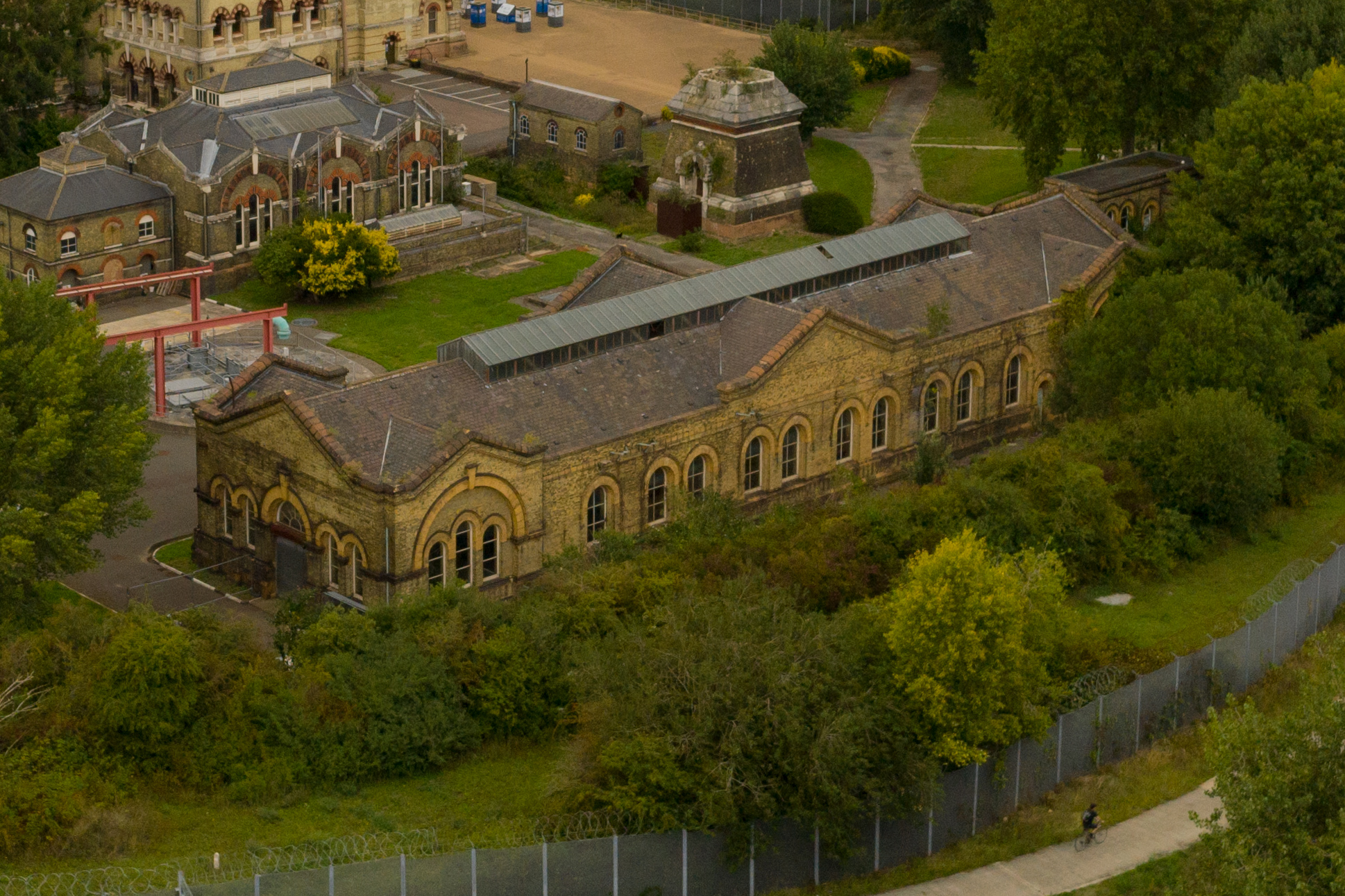
Station C mit Schornsteinrest neben Station B
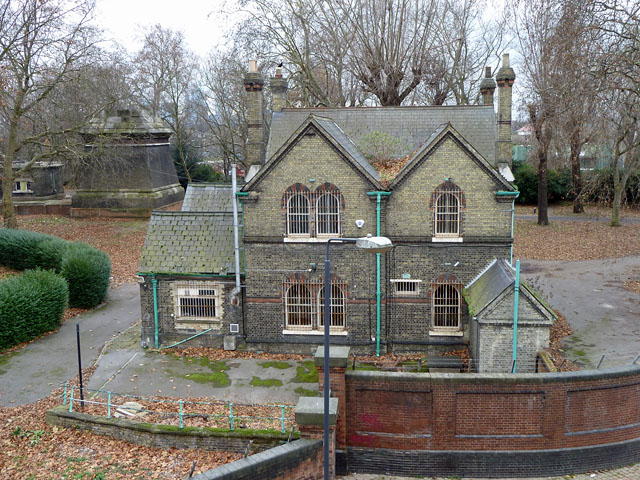
Nebengebäude mit Schornsteinrest

## Technische Erweiterungen

### Pumpwerk F

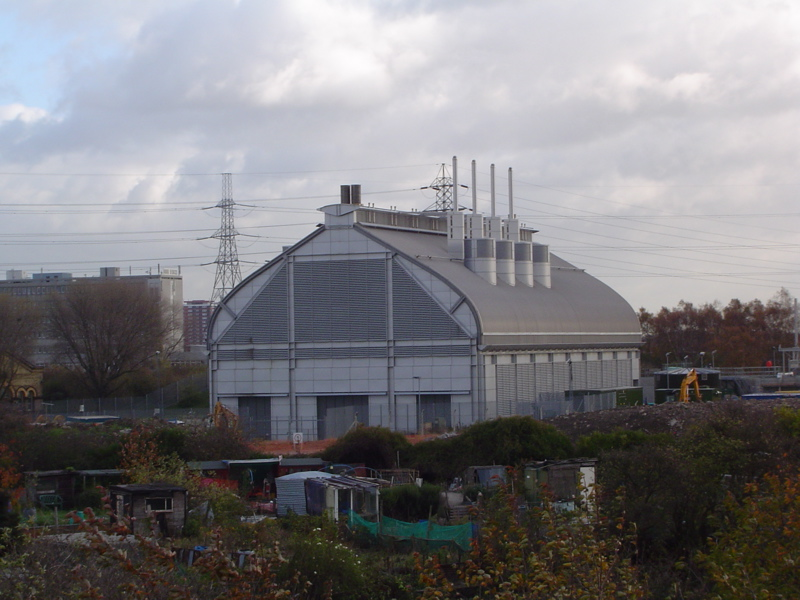
Pumpwerk F Abbey Mills

Nach mehr als 100 Jahren Betrieb hatten die Anlagen an der Klostermühle das Ende ihrer technischen Lebensdauer erreicht. Daher wurde 200 Meter südlich von Pumpwerk A zwischen 1995 und 1997 das Schmutzwasserpumpwerk F gebaut. Vier Dieselmotoren versorgen die Station mit Strom und treiben damit die 16 Pumpen an, die jede für sich zwei m³ pro Sekunde fördern kann. Mit der Inbetriebnahme der Station F nahm man Station A aus dem Dauerbetrieb. Sie wird derzeit nur noch auf Stand-by gehalten und verstärkt bei Bedarf die Gesamtleistung. Die weiteren Pumpstationen B und C waren dadurch obsolet geworden und verloren ihre technischen Installationen. Eine der ausgebauten Pumpen steht als technisches Denkmal im Außenbereich in der Nähe der Brücke des Nördlichen Ableitungskanals.
Wenn bei Starkregen die hydraulische Leistungsfähigkeit des nördlichen Ableitungskanals erschöpft war, musste auch der Regenwetterüberlauf von Pumpwerk F (engl. Storm Water Overflow) zum Abschlag abgeleitet werden. Um die Verschmutzungen im Abbey Creek zu reduzieren, wurde am Pumpwerk eine Trommelsiebanlage errichtet, die mit ihren beiden Siebtrommeln von 10 Meter Durchmesser die größte in der Welt ist. Bei einer geschätzten Feststoffbelastung von 60 m³ pro Tag kann die Anlage mit 14 m³ pro Sekunde beaufschlagt werden. Infolge eines ineffizienten Waschwasserregimes zeigten die Siebe 2002 einen starken Verschleiß, weshalb eine grundlegende Überholung erfolgen musste. Wichtigste Arbeiten waren die Verwendung stärkerer Siebplattenbefestigungen und der Einbau zusätzlicher Sprühleisten. Daneben wurden die Lager und Ritzel auf der Antriebsseite erneuert sowie alle Netzpaneele ausgetauscht.

### Renovierung Station A
Auch in ihrer Funktion als Standby-Anlage muss Station A voll funktionsfähig sein. Jedoch konnte mit der alten Technik nach 65 Jahren Betriebsdauer kein zuverlässiger Betrieb gewährleistet werden. Zusätzliche Betriebsanforderungen ergaben sich aus dem Neubau des Thames-Tideway-Tunnel. Daher beschloss Thames Water für den zukünftigen Betrieb eine umfassende Sanierung und Nachrüstung der Pumpstation. Dabei sollten nach Möglichkeit aktuelle Standardanlagenteile beim Austausch der Komponenten verwendet werden. Besondere Schwierigkeit war bei allen Baumaßnahmen die Berücksichtigung des Denkmalschutzes, die eine weitgehende Nutzung der bestehenden Strukturen vorsah. 
2005 hatte die Firma Sulzer AG den ersten Auftrag zur Überholung der Pumpen erhalten. Bis 2016 hatten alle acht Gehäuse neue Laufrädern aus Kohlenstoffstahl erhalten und dabei konstruktive Verbesserungen der Lager, Gleitringdichtungen und Stopfbuchsen erhalten. Das Ziel war die Verbesserung der Zuverlässigkeit und die Reduzierung des künftigen Wartungs- und Reparaturaufwands. Dabei musste eine enge Abstimmung mit weiteren Auftragnehmern erfolgen, die für den Austausch der Elektromotoren und Getriebe verantwortlich waren.
Zur Energieversorgung der Station A war eine Umstellung auf 11-kV-Technik vorgesehen, damit über acht neue Frequenzumrichter der Pumpbetrieb flexibler und variabler erfolgen konnte. Die umfangreiche neue Technik wurde in das leerstehende Kesselhaus eingebaut. Um auch die neuen Transformatoren unterzubringen, zog man eine Zwischendecke im Kesselhaus ein. Als Ersatz für die 28-poligen E-Motoren von 1933 mit je 450 kW kamen 4-polige Motoren mit ebenfalls je 450 kW zum Einsatz. Mittels Finite-Elemente-Analyse konnte nachgewiesen werden, dass die alten Motorgehäuse stabil genug waren für die neuen 13 Tonnen schweren Motoren. Dazu passend waren neue Planetengetriebe entwickelt worden, die die Motordrehzahl von 1480/min auf die für die Pumpen erforderlichen 214/min reduzieren. Dadurch konnte ein wichtiger Teil des denkmalgeschützten Gebäudes erhalten werden.

### Lee Tunnel
Der Lee-Tunnel ist der erste Teil des dreistufigen Ausbauplans für das Londoner Abwassersystem, um die unerlaubten Einleitungen von unbehandeltem Schmutzwasser in die Themse abzustellen und die Reinhaltung des Flusses sicherzustellen. Als östliche Fortsetzung des Thames Tideway Tunnel erfasst der Lee-Tunnel die größte Mischwasserentlastung am Pumpwerk Abbey Mills, die für 40 % der jährlich entlasteten Abwassermengen verantwortlich war. Diese können nun direkt zur Großkläranlage Beckton Sewage Treatment Works im Osten von London abfließen.
Der zwischen 2010 und 2016 gebaute Stauraumkanal hat einen Innendurchmesser von 7,20 Meter und verläuft in bis zu 80 Meter Tiefe über eine Länge von 6,9 km. Er kann bei Bedarf, d. h. wenn bei Starkregen das Ableitungsvermögen des Nördlichen Ableitungskanal erschöpft ist, direkt das Abwasser der Pumpwerke A und F aufnehmen, die über den dortigen Fall- und Verbindungsschacht G angeschlossen sind.

### Thames Tideway Tunnel
Der Thames Tideway Tunnel ist das Hauptprojekt beim Ausbau des Abwassernetzes. Seit 2016 wird in bis zu 70 Meter Tiefe durch Tunnelbohrmaschinen ein 25 km langer Tunnel aufgefahren und zum Stauraumkanal ausgebaut. Er verläuft überwiegend unter dem Gewässerbett des durch die Gezeiten beeinflussten (engl. tideway) Unterlaufs der Themse und verbindet die 34 größten Regenüberläufe des überlasteten viktorianischen Abwassersystems. Wie der Lee Tunnel besitzt er einen Innendurchmesser von 7,20 Meter. Seine Fertigstellung ist für das Jahr 2025 geplant. Er schließt am Pumpwerk Abbey Mills an den Verbindungsschacht an, sodass der Abwasserstrom durch den Lee Tunnel weiter fließen kann.